# Ezgi Cinar
Ezgi Cinar (geb. in der Türkei) ist eine türkisch-schweizerische Modedesignerin, Kreativdirektorin und Unternehmerin. Im Jahr 2016 gründete sie das gleichnamige Modeunternehmen Ezgi Cinar mit Sitz in Zürich.

## Leben
Ezgi Cinar wurde in der Türkei geboren und wuchs in Libyen auf. Im Alter von neun Jahren zog sie mit ihren Eltern in die Schweiz. Mit siebzehn Jahren absolvierte sie in Winterthur die Frauenfachschule (die heutige Schweizerische Fachschule für Mode und Gestaltung). Vor der Gründung ihres Modeunternehmens arbeitete sie während knapp zwanzig Jahren in der Modebranche.
Ezgi Cinar erlangt mit ihren Entwürfen internationale Aufmerksamkeit. Ihre Kleider werden unter anderem von Natalia Wodjanowa, Kate Hudson, Katy Perry, Fergie, Mary J. Blige, Poppy, Nicole Scherzinger und Madonna getragen. Lady Gaga trägt in ihrem Musikvideo zu Stupid Love einen Entwurf von Ezgi Cinar.
Sie bezeichnet ihre Mode als „Demi-Couture“.